# RTTS
RTTS (Real-Time Technology Solutions, Inc.) — це організація професійних послуг, яка займається аутсорсингом якості програмного забезпечення, наданням навчання та ресурсів для бізнес-застосувань. З офісами в Нью-Йорку, Філадельфії, Атланті та Фініксі, RTTS обслуговує середні та великі корпорації по всій Північній Америці. RTTS використовує рішення з якості програмного забезпечення та тестування від IBM, Hewlett Packard Enterprise, Microsoft та інших фірм, а також відкриті інструменти для проведення тестування продуктивності програмного забезпечення, автоматизації функціонального тестування, тестування великих даних, тестування даних складу даних/ETL, тестування мобільних додатків, тестування безпеки та віртуалізації послуг.

## Історія
Real-Time Technology Solutions, Inc. (RTTS) було засновано в Нью-Йорку в 1996 році. RTTS почали підтримувати інструменти автоматизації тестування від SQA, Inc., компанії з Бостона, яка спеціалізувалася на відносно новій галузі автоматизованої якості програмного забезпечення (ASQ).
У 1997 році компанія Rational Software, Inc., з Купертіно, Каліфорнія, спеціалізувалася на продуктах, які моделюють і допомагають у розробці програмного забезпечення, придбала SQA, Inc. RTTS приєдналися до програми вартісного дистриб'ютора (VAR) компанії Rational.
RTTS підтримує рішення з тестування від Rational Software (зараз частина IBM), Hewlett Packard Enterprise, Microsoft та відкритих джерел, таких як Selenium (програмне забезпечення), Appium (мобільне тестування) та Apache JMeter.
Клієнти RTTS включають корпорації Fortune 500 та невеликі та середні підприємства у таких вертикальних ринках, як фармацевтика, банкінг, страхування, брокерські компанії, охорона здоров'я, постачальники програмного забезпечення, урядові установи, медіа, телекомунікації, професійні послуги, роздрібна торгівля, вища освіта, транспорт і розваги.

## Внутрішній аутсорсинг
У жовтні 2003 року RTTS розпочали послугу тестування на місці, яка надає послуги з якості програмного забезпечення та автоматизованого тестування за допомогою американських програмістів, які працюють в офісах в США. Ця модель відрізняється від офшорингу тим, що інженери працюють у подібному часовому поясі без мовних бар'єрів та візових питань. Вона була перейменована як «Тестування у Хмарі».

## Програмне забезпечення
У 2008 році RTTS відокремили TOMOS Software, LLC. TOMOS є програмним забезпеченням як послуга (SaaS) для управління життєвим циклом додатків. TOMOS орієнтований на ролі, з визначеними ролями для керівника проєкту, бізнес-аналітика, розробника і тестувальника. TOMOS має модулі для управління вимогами, авторського тестування, двигуна виконання тестів, відстеження дефектів, управління версіями/менеджментом та співпраці.
У 2010 році RTTS розпочали роботу над підприємницьким тестовим інструментом для тестування даних. QuerySurge був випущений в початковому варіанті у 2012 році. QuerySurge автоматизує тестування великих даних, тестування сховища даних та ETL, тестування інтерфейсів даних, тестування міграції даних та оновлення бази даних.

## Нагороди
- Отримав звання засновника 2009 року від компанії voke.
- Отримав звання «Крутий постачальник» в галузі розробки програмного забезпечення, 2009 рік, за платформу управління життєвим циклом додатків за версією Gartner.[4]